# Phaeogenes tenuicinctus
Phaeogenes tenuicinctus är en stekelart som först beskrevs av Cresson 1868.  Phaeogenes tenuicinctus ingår i släktet Phaeogenes och familjen brokparasitsteklar. Inga underarter finns listade i Catalogue of Life.